# Jüdische Gemeinde Saint-Avold

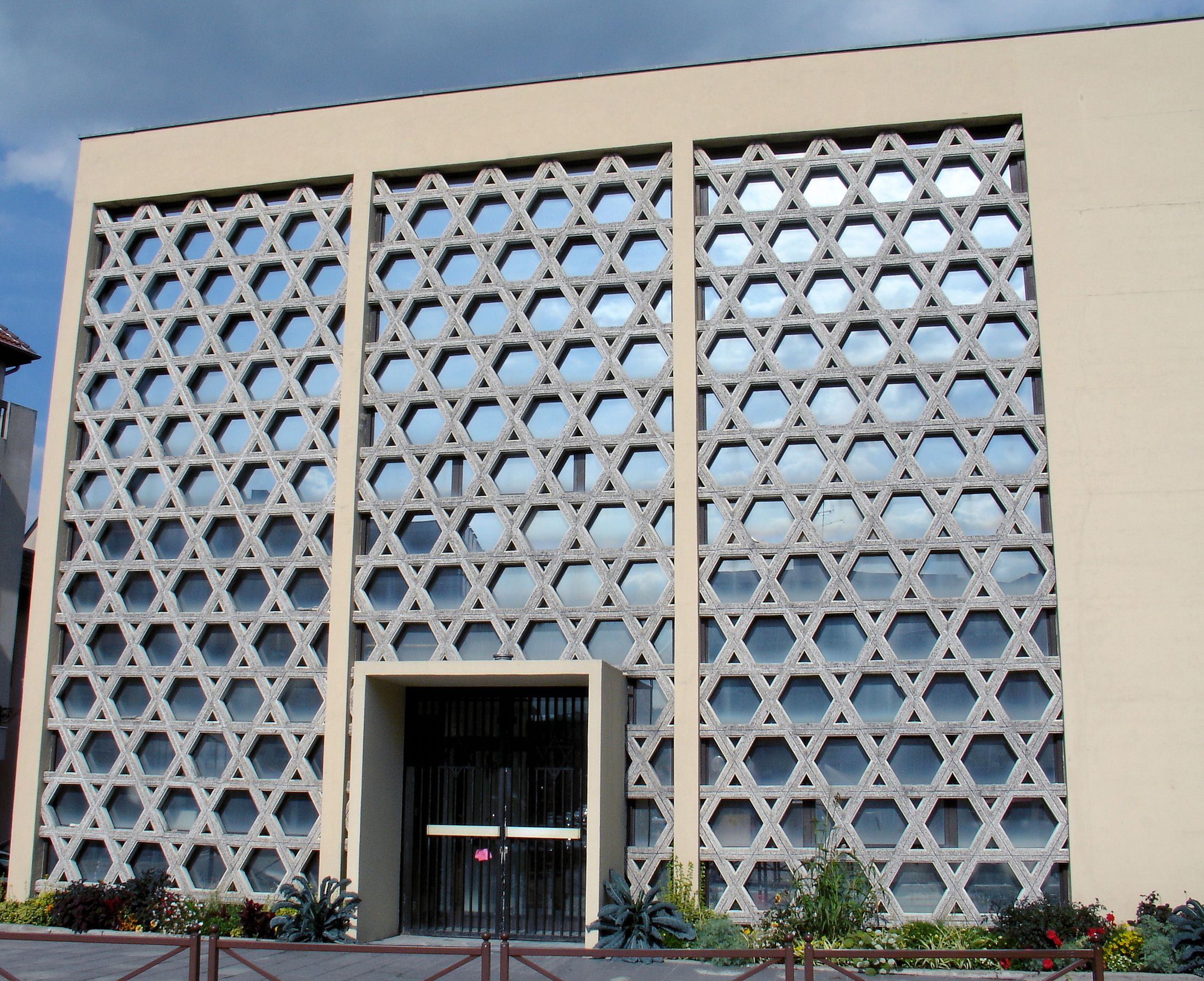
Synagoge in Saint-Avold

Eine Jüdische Gemeinde in Saint-Avold, einer französischen Stadt im Département Moselle in Lothringen, gab es seit dem Anfang des 17. Jahrhunderts.

## Geschichte
Die jüdische Gemeinde von Saint-Avold hatte wohl bereits vor 1817 eine Synagoge, denn diese wurde zu diesem Zeitpunkt wiederaufgebaut. 1860 wurde sie renoviert und 1935 neu errichtet. Diese Synagoge wurde während des Zweiten Weltkriegs so zerstört, dass nach 1956 am Place du Marché eine neue Synagoge nach den Plänen des Architekten Roger Zonca gebaut wurde. Die jüdische Gemeinde gehört seit 1808 zum israelitischen Konsistorialbezirk Metz.

## Friedhof
Die jüdische Gemeinde bestattete lange Zeit ihre Toten auf dem jüdischen Friedhof Hellering und errichtete um 1900 einen eigenen jüdischen Friedhof in Saint-Avold. 